# مونتيكريستيس
مونتيكريستيس بلدية شاسعة في ولاية فيربانو-كوسيو-أوسولا في منطقة بيدمونت الايطالية. تقع على بعد حوالي 140كيلومتراً (87 ميل) شمال شرق تورينو وحوالي 35 كيلومتراً (22 ميل ) من شمال غرب فيربانيا، على حدود سويسرا. في 31 ديسمبر 2004 ، كان عدد سكانها 1,197 نسمة وتبلغ مساحتها 86,4 كيلومتر مربع (33.4ميل مربع). تحد بلدية مونتيكريستيس البلديات التالية: كامبو (فاليماجيا) (سويسرا)، كريفولادوسولا، كرودو، ماسيرا، بريميا، سانتا ماريا ماجوري.